# Dorfprozelten
Dorfprozelten – miejscowość i gmina w Niemczech, w kraju związkowym Bawaria, w rejencji Dolna Frankonia, w regionie Bayerischer Untermain, w powiecie Miltenberg. Leży w paśmie górskim Spessart, około 11 km na północny wschód od Miltenberga, nad Menem, przy linii kolejowej Aschaffenburg – Aalen.

## Demografia
| Rok  | Liczba mieszk. |
| ---- | -------------- |
| 1970 | 1 627          |
| 1987 | 1 741          |
| 2000 | 1 972          |
| 2005 | 1 993          |

## Oświata
(na 1999)

W gminie znajduje się 100 miejsc przedszkolnych (z 88 dziećmi) oraz szkoła podstawowa (16 nauczycieli, 288 uczniów).

## Współpraca
Miejscowość partnerska:
- Tullnerbach, Austria